# Masaya Takatsuka
Masaya Takatsuka (高塚 正也?, Takatsuka Masaya; Prefettura di Hyōgo, 15 agosto 1969) è un doppiatore giapponese, rappresentato dalla Aoni Production.

## Ruoli principali
- Gran Sacerdote e Chappil in Dragon Ball Super
- Arthur, Girardot Argezas e Li Long in Soulcalibur III
- Gawain Grandheart in Dragon Shadow Spell
- Krueger in Langrisser IV
- Marquis Quade in Langrisser V: The End of Legend
- Baba and Hanai in Air Master
- Greg Gates in Area 88
- Yuri in Baki the Grappler
- Blue Dragon in Blue Dragon (serie animata)
- Geha the Gale, Hiroshi, Indus Civilization e Wan Ronga in Bobobo-bo Bo-bobo
- Hiroshi Jito in Captain Tsubasa Road to 2002
- Vibhisana in Devichil
- Sam Scott in FireStorm
- Juza in Fist of the North Star: Ken's Rage e Fist of the North Star: Ken's Rage 2
- Tsurubebi in Gegege no Kitarō
- Jerome in Ginga Densetsu Weed
- Takeaki Enomoto in Hijikata Toshizo: Shiro no Kiseki
- Kouji Sakai Jefferson in Hungry Heart - Wild Striker
- Shuran in Inuyasha
- Taizou Kawaguchi in Iriya no Sora, UFO no Natsu
- Tridra in Kid Icarus: Uprising
- Shadow, Aile, Mach Jentra in Mega Man X: Command Mission
- Takuro in Miami Guns
- Captain Baba in Mobile Suit Gundam Seed Destiny Special Edition
- Devil Dias, Donquijote Doflamingo (1° voce), Gedatsu, Ian, Jabura, Johnny, Mashikaku, Mr. 4, Mr. 5, Ronse, Ross, Stalker, Van Ooger, Vista, Yokozuna, Venditore di Yagara Bull (Fan Letter) in One Piece
- Tanno in Papuwa
- Gin Ishida in Prince of Tennis: The National Tournament
- Elder Counsellor in Princess Arete
- Franken Billy in Rave Master
- Garrack in Record of Lodoss War: Chronicles of the Heroic Knight
- Gin Ishida in Tennis no Ouji-sama: Zenkoku Taikai-hen Semifinal
- Menelao in Warriors: Legends of Troy
- Willem in Witch Hunter Robin
- Hiroshi Horie in Yakuza 5
- Professor Cobra in Yu-Gi-Oh! Duel Monster GX